# Denevéres-barlang
A Denevéres-barlang a Duna–Ipoly Nemzeti Park területén lévő Pilis hegységben, az Oszolyon található egyik barlang, amely turista útikalauzokban is ismertetve van.

## Leírás
Csobánka külterületén, az oszolyi Óra-faltól É-ra található második nagy sziklacsoport É-i tövében van az 1,2 m széles, 1 m magas és boltíves bejárata. A Pénzes-barlangtól 325°-ra 20 m-re és 8 m-rel lejjebb nyílik. A befelé enyhén emelkedő barlang két nagy kupolaszerű teremből áll, melyeket alacsony átjáró köt össze. Az első terem mennyezetén kezdődő felszakadt kürtő a felszínig ér. A felső triász dachsteini mészkőben létrejött járatban fosszilis cseppkövek, a belső teremben sok montmilch figyelhető meg. A majdnem teljesen érintetlen barlangban (nevéhez hűen) denevérek fordulnak elő. A könnyen, barlangjáró alapfelszerelés nélkül járható barlang megtekintéséhez nem kell engedély.
1974-ben volt először Denevéres-barlangnak nevezve a barlang az irodalmában. Előfordul a barlang az irodalmában Denevér-barlang (Nyerges 1996), Denevéres barlang (Kordos 1971), O.V. (Kordos 1971) és Órafaltól É-ra lévő 2.sz. barlang (Kordos 1971) neveken is.

## Kutatástörténet
Az 1967-ben napvilágot látott Pilis útikalauz című könyvben az jelent meg, hogy az Oszoly Csobánkára néző, Ny-i oldalán, az erdővel körülvett mészkősziklák között több jelentéktelen üreg található. Az 1969. évi Karszt- és Barlangkutatási Tájékoztatóban publikált közlemény szerint 1969 augusztusában a Szpeleológia Barlangkutató Csoport a Kevélyekben szervezett tábor során fix pontokat helyezett el az Oszoly és az Oszoly-oldal 8 kisebb-nagyobb üregében. 1969-ben Dunai Sándor felmérte a barlangot állandó pontokkal és bányászkompasszal. A felmérés alapján Kordos László szerkesztett és rajzolt 1:100 méretarányú alaprajz térképet keresztmetszettel és hosszmetszet térképet.
1969-ben Wehovszky Erzsébet és Welker Ádám felmérték a barlangot állandó pontokkal és bányászkompasszal. A felmérés alapján Wehovszky Erzsébet szerkesztett, Kordos László rajzolt 1:100 méretarányú alaprajz térképet két keresztmetszettel és kifejtett hossz-szelvény térképet. 1970. március 22-én Kordos László vizsgálta a falakról lecsepegő vizet. 1970. április 10-én Kordos László a barlang hátsó termében agar-agar lemezzel, normál Petri-csészével, 10 perces expozícióval bakteriológiai vizsgálatot végzett. 24 órás és 25 °C-os inkubálás után 64 baktérium és 4 gombatelep alakult ki. 1970-ben Kordos László és Welker Péter vizsgálták a barlang klímáját Assmann-féle aspirációs pszichrométerrel.
A Szpeleológia Barlangkutató Csoport 1970. évi jelentésében az olvasható, hogy a Denevéres barlang további nevei Órafaltól É-ra lévő 2.sz. barlang és O.V. (Szenthe 1969). Az Óra-faltól É-ra elhelyezkedő második nagy sziklacsoport É-i tövében nyílik. A Csontos-barlangtól kb. 10 m-rel lejjebb, a Rózsalugas-átjárótól kb. 8 m-rel feljebb van a bejárata. Két nagy, gömbfülkés teremből áll a barlang. Az első gömbfülke főtéjén egy repedés mentén keletkezett nyílás vezet a szabadba. A valószínűleg hévizes eredetű barlang felső triász, fehér dachsteini mészkőben jött létre. Mindkét teremben kormos, agyagos-humuszos a kitöltés. A 9 m hosszú és 3,5 m mély barlang hátsó terme mindig nedves, az első terem csak hóolvadáskor. Felszerelés nélkül megtekinthető a barlang. 1969-ben Szenthe István említette, 1969–1970-ben a Szpeleológia Barlangkutató Csoport vizsgálta a barlangot, amelyet a helyiek viszonylag gyakran látogatnak. A jelentés mellékletébe bekerültek az 1969-ben készült térképek.

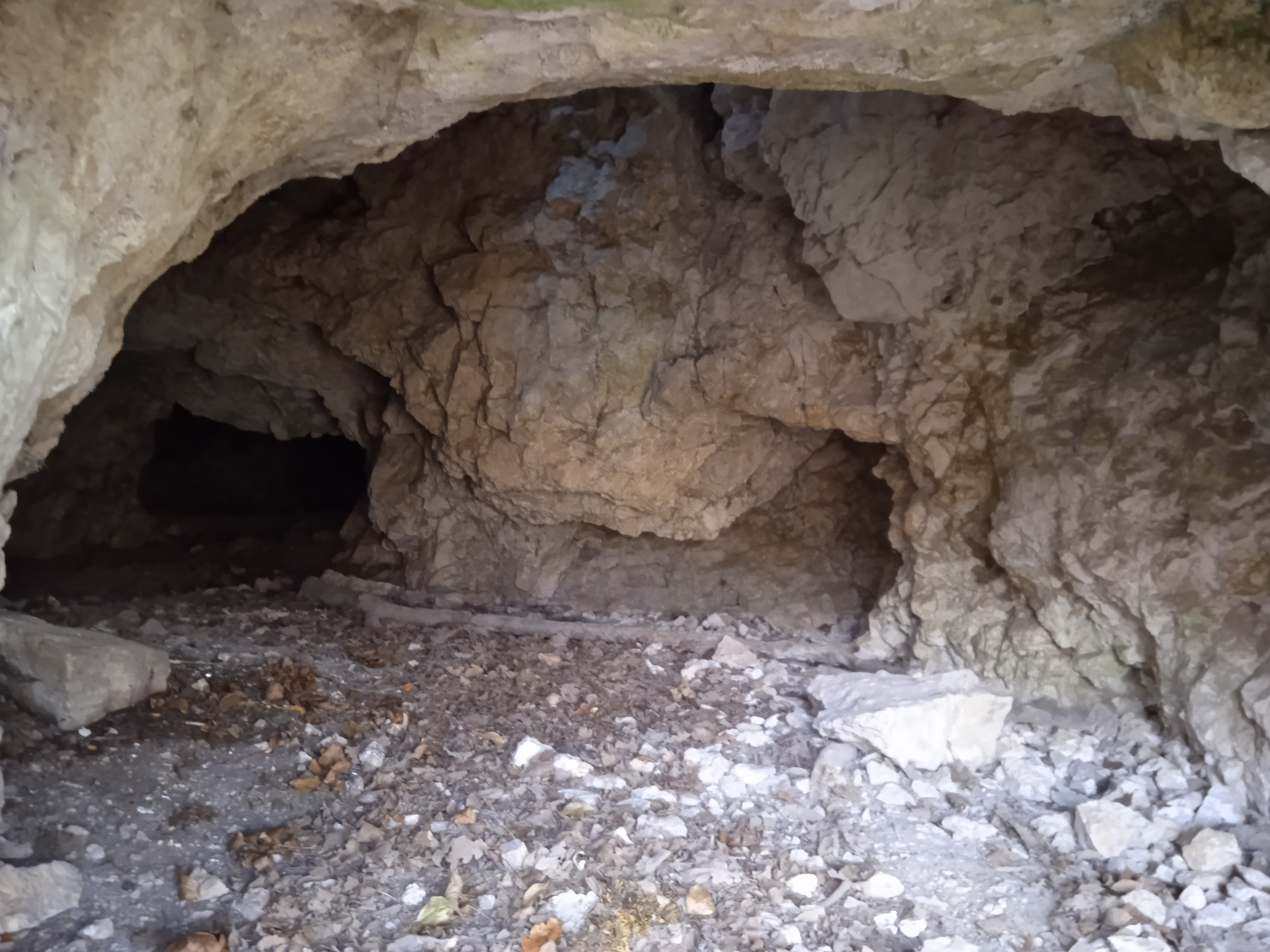
A Denevéres-barlang belseje

Az 1974-ben megjelent Pilis útikalauz című könyvben, a Pilis hegység és a Visegrádi-hegység barlangjainak jegyzékében (19–20. old.) meg van említve, hogy a Pilis hegység és a Visegrádi-hegység barlangjai között vannak az Oszoly barlangjai és a Denevéres-barlang. A Pilis hegység barlangjait leíró rész szerint a Csobánka felett emelkedő Oszoly sziklái között másféltucat kis barlang van. Ezeket a Szpeleológia Barlangkutató Csoport térképezte fel és kutatta át rendszeresen. E kis barlangok többsége nem nagyon látványos, de meg kell említeni őket, mert a turisták, különösen a sziklamászók által rendszeresen felkeresett Oszoly sziklafalaiban, valamint azok közelében némelyikük kitűnő bivakolási lehetőséget nyújt. Az Óra-faltól É-ra emelkedő második nagy sziklacsoport É-i tövében, a Csontos-barlangtól kb. 10 m-rel lejjebb nyílik a bejárata a két nagy, gömbfülkés teremből álló, 9 m hosszú Denevéres-barlangnak. Alatta kb. 6 m-re található egy átjáróbarlang.
Az 1975. évi MKBT Beszámolóban publikálva lett az 1970. évi jelentés barlangra vonatkozó része a jelentésben lévő térképekkel együtt. Az összeállításban Denevéres-barlang a neve. A kiadványban van egy helyszínrajz, amelyen a Csúcs-hegy és az Oszoly barlangjainak földrajzi elhelyezkedése látható. A rajzon megfigyelhető a Denevéres-barlang földrajzi elhelyezkedése.
A Bertalan Károly által írt és 1976-ban befejezett kéziratban az olvasható, hogy a Pilis hegységben, a Kevély-csoportban, Pomázon helyezkedik el a Denevéres barlang. Az Óra-faltól É-ra lévő második nagy sziklacsoport É-i tövében van a bejárata. A Csontos-barlangtól lefelé kb. 10 m-re, a Rózsalugas-átjárótól felfelé kb. 8 m-re található a bejárat. A két nagy gömbfülkéből álló barlang 9 m hosszú és 3,5 m mély. Az első gömbfülke tetején van egy repedés mentén keletkezett nyílás, amely a szabadba vezet. A kézirat barlangra vonatkozó része 2 irodalmi mű alapján lett írva.

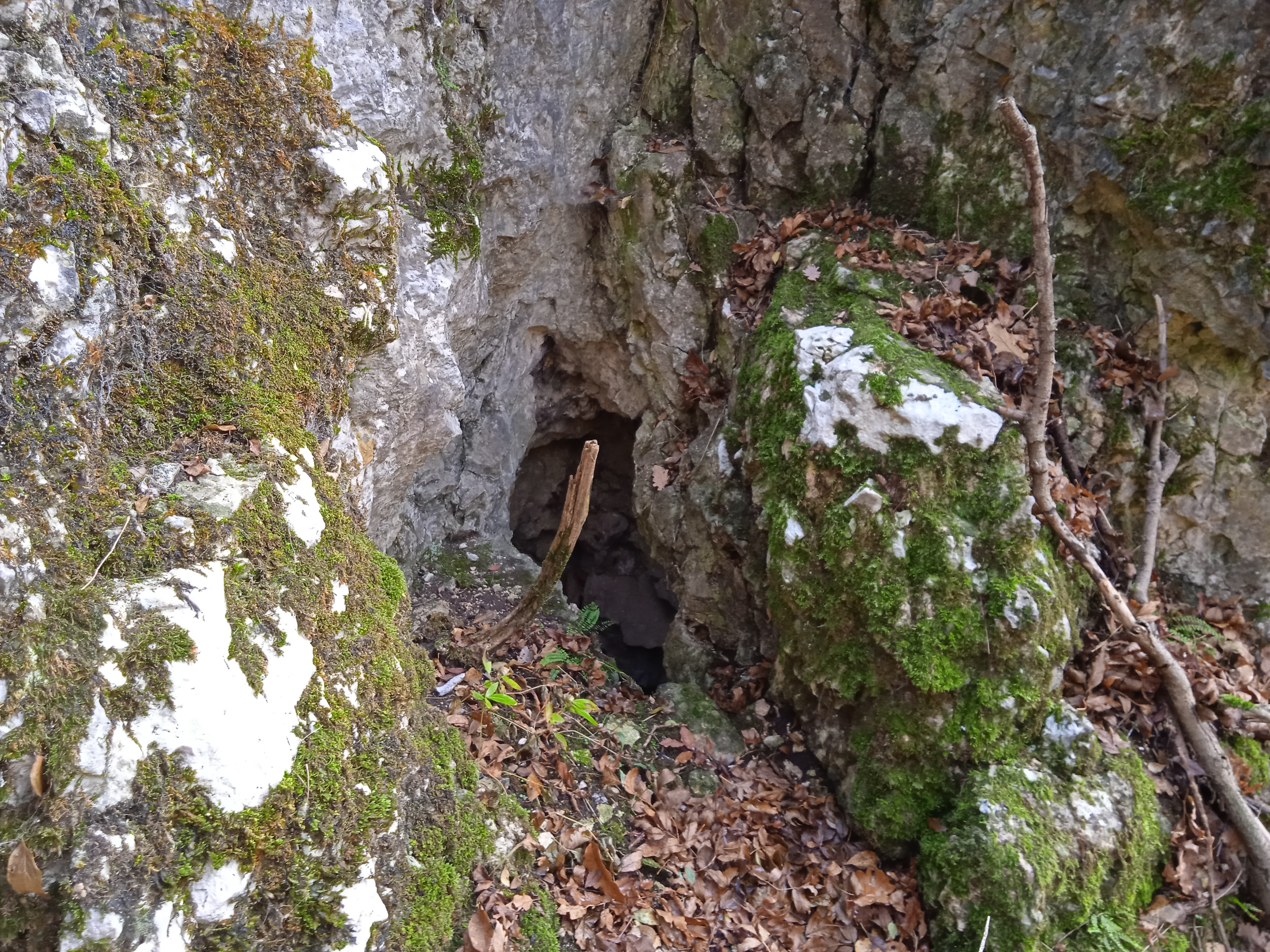
A Denevéres-barlang ablaka

Az 1975–1980. évi Karszt- és Barlangkutatásban publikált tanulmányban van egy vázlatos térkép, amelyen a Kevély-csoport vízkémiai szempontból vizsgált barlangjainak földrajzi elhelyezkedése látható. Az ábrán megfigyelhető a Denevéres-barlang földrajzi elhelyezkedése. A tanulmány szerint az Oszoly É-i letörésének sziklás oldalán, a Pénzes-barlangtól néhány m-re nyílik a dachsteini mészkőben kialakult Denevéres-barlang. Az ebből a két barlangból származó minták 1970. március 3-án, hóolvadás után lettek gyűjtve a mennyezet csepegőhelyeiről. Mintavételkor a Denevéres-barlangban 5,7 °C léghőmérséklet lett mérve. Az évkönyvben szerepelnek a vízkémiai elemzési adatai. A Denevéres-barlang és a Pénzes-barlang csepegő vizeinek összetétele gyakorlatilag azonos. A magnézium-ion tartalom mennyiségében van eltérés, mert a Denevéres-barlang csepegő vizeiben nem sikerült kimutatni ezt az összetevőt.
Az 1981. évi Karszt és Barlang 1–2. félévi számában nyilvánosságra lett hozva, hogy a Denevéres-barlangnak 4820/25. a barlangkataszteri száma. Az 1984-ben napvilágot látott Magyarország barlangjai című könyv országos barlanglistájában szerepel a Pilis hegység barlangjai között a barlang Denevéres-barlang néven. A listához kapcsolódóan látható a Dunazug-hegység barlangjainak földrajzi elhelyezkedését bemutató 1:500 000-es méretarányú térképen a barlang földrajzi elhelyezkedése. Az 1991-ben megjelent útikalauzban meg van ismételve az 1974-es útikalauzban lévő barlangismertetés és az Oszoly barlangjainak általános ismertetése. A Kárpát József által írt 1991-es összeállításban meg van említve, hogy a Denevéres-barlang (Csobánka) 12 m hosszú és 4 m mély.
Az 1996. évi barlangnapi túrakalauzban szó van arról, hogy a Csontos-barlangtól 10 m-re van a 9 m hosszú Denevér-barlang nyílása. A kiadványban meg van ismételve az 1991-ben kiadott útikalauzban található leírás, amely az Oszoly barlangjait általánosan ismerteti. 1997. május 23-án Kárpát József 1990-es oszolyi áttekintő térképe alapján Kraus Sándor rajzolt helyszínrajzot, amelyen az oszolyi sziklabordák üregeinek földrajzi elhelyezkedése van ábrázolva. A rajzon megfigyelhető a Denevéres névvel jelölt barlang földrajzi helyzete. Kraus Sándor 1997. évi beszámolójában az olvasható, hogy az 1997 előtt is ismert Denevéres-barlangnak volt már térképe 1997 előtt és a barlang jelentős barlang. A jelentésbe bekerült az 1997-es helyszínrajz. A 2005-ben megjelent Magyar hegyisport és turista enciklopédia című könyvben meg van említve, hogy az Oszoly erdejében elszórtan sziklatömbök és kis barlangnyílások váltogatják egymást.

## További irodalom
- Szenthe István: Karsztjelenségek és képződményeik fejlődéstörténete a Nagy-Kevély környékén. Egyetemi szakdolgozat. Kézirat. Budapest, 1969.